# Ergot
Ergot (ergotna gljiva) je grupa gljiva roda Claviceps. Najprominetniji član ove grupe je Claviceps purpurea. Ta gljiva raste na raži i srodnim biljkama, i proizvodi alkaloide koji uzrokuju ergotizam kod ljudi i drugih sisara koji konzumiraju žitarice kontaminirane njenim struktura zrenja (zvanim ergot sklerocija). Claviceps obuhvata oko 50 poznatih vrsta, uglavnom u tropskim regionima. Ekonomski značajne vrste su C. purpurea (parazitna na travama i žitaricama), C. fusiformis (na afričkom prosu, bufel travi), C. paspali (na dalis travi), i C. africana (na sirku).

## Spoljašnje veze
- Архивирано на веб-сајту  (7. септембар 2010)
- Архивирано на веб-сајту  (6. октобар 2008)